# Sorbiers (Loire)
Pour les articles homonymes, voir Sorbiers.
Sorbiers est une commune française située dans le département de la Loire en région Auvergne-Rhône-Alpes.

## Géographie

### Situation
Sorbiers est située à 8 km de Saint-Étienne et à 233 kilomètres de son homonyme Sorbiers dans les Hautes-Alpes.
La localité est située sur la ligne de partage des eaux Atlantique-Méditerranée. D'un côté de la commune (ouest) coule l'Onzon, un sous-affluent de la Loire et de l'autre (est) le Langonand un sous-affluent du Rhône.

### Lieux-dits
- Le Banc est un hameau disparu, situé en bordure de l'Onzon vers 1466. Son nom provenait d'une pierre blanche.
- Boiron, aujourd'hui zone d'activités, est mentionné depuis 1454. Ce nom désignait un petit bois de forme arrondie.
- La Chambeyronnière 1371.
- Village au XVIIIe siècle, Chana est signalé en 1370 (Chanas de Sorbers). Lieu où poussaient de nombreux châtaigniers.
- Deux origines possibles pour la Chaux : la présence vers la fin du XVIIIe siècle, de nombreux fours à chaux, et l'utilisation habituelle de la chaux pour débarrasser le grain de ses parasites.
- La Choltière est mentionnée depuis 1388 : Locus de Cholotiera. L'origine en est attribuée à la famille Chol et aux fours à chaux qui fonctionnaient à cet endroit.
- La Croix Rouge, le Valjoly (parc Fraisse et château) et la Fayolle sont des lieux-dits de Sorbiers. La Croix Rouge tient son nom de la croix que l'on trouve à la sortie de la rue du même nom.
- La Flache (Flachia, 1388), désigne une cavité du sol retenant l'eau.
- Fougère (Locus de la Felgeri, 1391), devenu successivement Falgeri (1466), Feugery (1537), Faugière (1553), puis la Fougère au XVIIIe siècle. Nom provenant des fougères qui poussaient à profusion en ce lieu.
- Le Grand-Quartier, au nord de la commune.
- Langonand signifie étymologiquement « territoire », ce lieu-dit tire son nom de la rivière qui le traverse, citée en 1455 (Langonant).
- Le Sapey (1392), indiquait la proximité d'une forêt de sapins.
- La Vaure est l'un des lieux-dits les plus anciens de la commune (1344), dont le nom, d'origine gauloise, signifie « terre en friche ». C'est à présent une importante zone industrielle et commerciale.

### Superficie et relief
La superficie de la commune est de 12,19 km2 ; son altitude varie de 435  à   822 mètres.

### Climat
Pour des articles plus généraux, voir Climat d'Auvergne-Rhône-Alpes et Climat de la Loire.
En 2010, le climat de la commune est de type climat des marges montargnardes, selon une étude du Centre national de la recherche scientifique s'appuyant sur une série de données couvrant la période 1971-2000. En 2020, Météo-France publie une typologie des climats de la France métropolitaine dans laquelle la commune est exposée à un climat de montagne ou de marges de montagne et est dans la région climatique  Nord-est du Massif Central, caractérisée par une pluviométrie annuelle de 800 à 1 200 mm, bien répartie dans l’année. 
Pour la période 1971-2000, la température annuelle moyenne est de 10,2 °C, avec une amplitude thermique annuelle de 16,6 °C. Le cumul annuel moyen de précipitations est de 785 mm, avec 8,8 jours de précipitations en janvier et 6,7 jours en juillet. Pour la période 1991-2020, la température moyenne annuelle observée sur la station météorologique de Météo-France la plus proche, « St-chamond-p », sur la commune de Saint-Chamond à 5 km à vol d'oiseau, est de 12,5 °C et le cumul annuel moyen de précipitations est de 681,9 mm,. Pour l'avenir, les paramètres climatiques de la commune estimés pour 2050 selon différents scénarios d'émission de gaz à effet de serre sont consultables sur un site dédié publié par Météo-France en novembre 2022.
| Mois                                  | jan.          | fév.           | mars           | avril         | mai           | juin          | jui.         | août          | sep.        | oct.          | nov.          | déc.          | année      |
| ------------------------------------- | ------------- | -------------- | -------------- | ------------- | ------------- | ------------- | ------------ | ------------- | ----------- | ------------- | ------------- | ------------- | ---------- |
| Température minimale moyenne (°C)     | 0,7           | 0,7            | 3,5            | 6,6           | 10            | 13,8          | 15,9         | 15,1          | 12,2        | 9             | 4,5           | 1,2           | 7,8        |
| Température moyenne (°C)              | 3,9           | 4,6            | 8,2            | 11,9          | 15,3          | 19,5          | 21,9         | 21            | 17,5        | 13,3          | 8             | 4,5           | 12,5       |
| Température maximale moyenne (°C)     | 7,1           | 8,4            | 12,9           | 17,1          | 20,7          | 25,3          | 27,9         | 26,9          | 22,8        | 17,7          | 11,4          | 7,7           | 17,2       |
| Record de froid (°C) date du record   | −9,2 19.01.17 | −12,8 05.02.12 | −11,6 01.03.05 | −3,3 07.04.08 | 1,8 06.05.10  | 5,6 01.06.06  | 8,1 10.07.07 | 8 27.08.11    | 4 27.09.10  | −2,7 30.10.12 | −6,1 18.11.07 | −11 20.12.09  | −12,8 2012 |
| Record de chaleur (°C) date du record | 19 10.01.15   | 21,7 25.02.21  | 25,4 31.03.21  | 27,8 22.04.18 | 34,2 13.05.15 | 37,7 18.06.22 | 40 07.07.15  | 41,1 24.08.23 | 34 14.09.20 | 32 02.10.23   | 23,1 01.11.20 | 20,4 05.12.06 | 41,1 2023  |
| Précipitations (mm)                   | 38            | 34,4           | 38,2           | 55,5          | 66,7          | 71,3          | 70,4         | 66,7          | 53,5        | 69,3          | 75,4          | 42,5          | 681,9      |

## Urbanisme

### Typologie
Au 1er janvier 2024, Sorbiers est catégorisée ceinture urbaine, selon la nouvelle grille communale de densité à sept niveaux définie par l'Insee en 2022.
Elle appartient à l'unité urbaine de Saint-Étienne, une agglomération inter-départementale regroupant 32  communes, dont elle est une commune de la banlieue,,. Par ailleurs la commune fait partie de l'aire d'attraction de Saint-Étienne, dont elle est une commune de la couronne,. Cette aire, qui regroupe 105 communes, est catégorisée dans les aires de 200 000 à moins de 700 000 habitants,.

## Transports

### Réseau STAS
Sorbiers est desservie par les lignes 10, 14, 25, 83, 84 et 85 de la Société de transports en commun de la région Stéphanoise, autrement appelée STAS.
- La ligne 10 pour rejoindre le centre-ville de Saint-Étienne depuis Sorbiers bourg du lundi au samedi, d'une fréquence allant jusqu'à 12 minutes en heures de pointe !
- La ligne 14 pour rejoindre Saint-Étienne Châteaucreux, depuis Sorbiers Grand Quartier du lundi au dimanche et Sorbiers bourg le dimanche, par la Talaudière avec une fréquence de 15 min en heures de pointe.
- La ligne 25 pour rejoindre Saint-Étienne Terrasse ou Saint-Chamond.
- La ligne 83 pour rejoindre Saint-Étienne Châteaucreux depuis Sorbiers EREA Nelson Mandela.
- La ligne 84 pour rejoindre le collège Pierre et Marie Curie voir jusqu'au centre de Saint-Étienne depuis St-Christo-En-Jarez ou Valfleury par Sorbiers bourg.
- La ligne 85 pour rejoindre le collège Pierre et Marie Curie ou le centre de Saint-Étienne, depuis Marcenod, Fontanès ou St-Christo-En-Jarez par Sorbiers Grand Quartier.

### Réseau routier
Sorbiers se situe à:
-15 min de l’A47 qui mène à Lyon en 1 heure environ, par la route du Langonnand.
-15 min de l’A72 qui mène à Roanne/Clermont-Ferrand.

### Trains
Il n’y a pas de gare sur la commune de Sorbiers.
Néanmoins, plusieurs gares se situent dans les environs.
La Gare de Saint-Étienne-Châteaucreux,qui est une gare TGV, est  accessible en 20 minutes de voiture ou avec les lignes 14, 83 et 85 du réseau STAS.
La gare de Saint-Chamond se trouve à 20 min de Sorbiers en voiture. Elle est aussi accessible avec la ligne 25 du réseau STAS.
La Gare de Saint-Etienne-La Terrasse se situe à 15 min de Sorbiers en voiture. Elle est également accessible en bus avec la ligne 25 du réseau STAS.

### Aéroports
L’Aéroport Lyon-Saint-Exupéry qui se situe à 1h10 de voiture (76 km).
L’Aéroport de Saint-Étienne-Loire qui se situe à 30 min de voiture (20 km).

## Toponymie
Le nom de la commune proviendrait du nom « sorbier ». On trouve l'orthographe actuelle à partir de 1908, dans l'acte de décès du maire d'alors, Claudius Remilleux.

## Histoire
A l'est de Sorbiers, une galerie creusée dans la roche parait être un travail dû aux Romains pour alimenter l'aqueduc du Gier.
Les premiers écrits connus relatifs à Sorbiers datent de 984. L'« ecclesia de Sorber » (église de Sorbier) est mentionnée parmi les possessions de l'Église de Lyon,.
Elle est également mentionnée en 1173 dans la permutation réalisée lors de la séparation du Lyonnais et du Forez, dont elle forme vraisemblablement alors la limite, les droits du comte de Forez et de l'archevêque de Lyon y restant inchangés selon les termes de l'accord.
À la fin du XVIIIe siècle, Sorbiers devient « village et paroisse en Forez, rattaché à l'archiprétré de Saint-Étienne ».
Avant la Révolution, la paroisse de Notre-Dame-de-Sorbiers dépendait de Saint-Romain-en-Jarez avec Cellieu, Chagnon, Fontanès et Saint-Christo-en-Jarez.
En 1789, l'Assemblée constituante décrète la création des municipalités. Les réformes napoléoniennes, les développements industriels et miniers, et leurs inévitables transferts de population, modifient sensiblement les contours administratifs et l'importance des villages de la région.
En 1872, Sorbiers, Saint-Jean-Bonnefonds et La Tour-en-Jarez cèdent une partie de leur territoire à la nouvelle commune de La Talaudière.

## Politique et administration

### Liste des maires
| Période                                  | Période                   | Identité                | Étiquette | Qualité                                                                     |
| ---------------------------------------- | ------------------------- | ----------------------- | --------- | --------------------------------------------------------------------------- |
| 1944                                     | mars 1959                 | Barthélémy Magand       |           |                                                                             |
| mars 1959                                | mars 1989                 | Félicien Chabrol        |           | Conseiller général du canton de Saint-Héand (1967 → 1979)                   |
| mars 1989                                | juin 1995                 | Guy Peyrard             |           |                                                                             |
| juin 1995                                | mars 2008                 | Bernard Fayolle         | PS        |                                                                             |
| mars 2008                                | novembre 2018 (démission) | Raymond Joassard        | PS        | Enseignant retraité Vice-président de Saint-Étienne Métropole (2008 → 2014) |
| novembre 2018                            | En cours                  | Marie-Christine Thivant | PS        | Ingénieure en informatique                                                  |
| Les données manquantes sont à compléter. |                           |                         |           |                                                                             |

### Jumelages
- Senj (Croatie).
- Novi Ligure (Italie).

## Population et société

### Démographie
L'évolution du nombre d'habitants est connue à travers les recensements de la population effectués dans la commune depuis 1793. Pour les communes de moins de 10 000 habitants, une enquête de recensement portant sur toute la population est réalisée tous les cinq ans, les populations de référence des années intermédiaires étant quant à elles estimées par interpolation ou extrapolation. Pour la commune, le premier recensement exhaustif entrant dans le cadre du nouveau dispositif a été réalisé en 2008.

En 2022, la commune comptait 8 071 habitants, en évolution de +0,77 % par rapport à 2016 (Loire : +1,32 %, France hors Mayotte : +2,11 %).
| 1793  | 1800  | 1806  | 1821  | 1831  | 1836  | 1841  | 1846  | 1851  |
| ----- | ----- | ----- | ----- | ----- | ----- | ----- | ----- | ----- |
| 1 102 | 1 244 | 1 309 | 1 405 | 1 415 | 1 433 | 1 616 | 1 830 | 2 030 |

| 1856  | 1861  | 1866  | 1872  | 1876  | 1881  | 1886  | 1891  | 1896  |
| ----- | ----- | ----- | ----- | ----- | ----- | ----- | ----- | ----- |
| 2 632 | 3 098 | 3 771 | 2 023 | 1 990 | 1 792 | 1 974 | 2 017 | 2 041 |

| 1901  | 1906  | 1911  | 1921  | 1926  | 1931  | 1936  | 1946  | 1954  |
| ----- | ----- | ----- | ----- | ----- | ----- | ----- | ----- | ----- |
| 1 890 | 1 979 | 1 781 | 1 721 | 1 871 | 1 796 | 1 863 | 2 069 | 2 298 |

| 1962  | 1968  | 1975  | 1982  | 1990  | 1999  | 2006  | 2008  | 2013  |
| ----- | ----- | ----- | ----- | ----- | ----- | ----- | ----- | ----- |
| 2 638 | 3 648 | 5 464 | 6 424 | 7 101 | 7 399 | 7 556 | 7 606 | 7 937 |

| 2018  | 2022  | - | - | - | - | - | - | - |
| ----- | ----- | - | - | - | - | - | - | - |
| 7 856 | 8 071 | - | - | - | - | - | - | - |

## Économie et société
Sorbiers fut d'abord un village agricole.
La fabrication de la chaux donne son nom au lieu-dit la Choltière où l'on trouvait les fours. Cette industrie existait encore au XVIIIe siècle en d'autres points de la commune.
Si le dévidage de la soie et surtout la clouterie ont constitué également des pôles d'activités importants, l'essor de Sorbiers commence véritablement avec l'exploitation du charbon au XIXe siècle. En cinq ans, la population augmente de plus d'un quart avec l'arrivée des mineurs et leurs familles.
En 1872, le territoire de Sorbiers diminue avec la création de La Talaudière et la fermeture des houillères en 1968.
Plus récemment on retiendra, dans la descente vers la zone d'activités de la Vaure, la chocolaterie Aiguebelle (groupe Cémoi), active depuis 1981. Elle vient de changer de propriétaire, en passant a Révillon (de l'ex-groupe Bongrain.)

### Enseignement
Un EREA se trouve au nord de la commune.

### Sports
La ville de Sorbiers possède un club de Handball, le STHB (Sorbiers-Talaudière HandBall), ce club est partenaire avec les villes de Sorbiers, La Talaudière et Saint-Jean-Bonnefonds. Le club évolue aujourd'hui en vert et possède de nombreuses équipes des moins de 11 ans à une équipe sénior.

## Culture locale et patrimoine

### Lieux et monuments
- Château Fraisse, château construit vers 1860 par le propriétaire Antoine NICOLAS. Il est situé dans le parc Fraisse à l’ouest de la commune.
- Église Saint-Isidore du Grand Quartier.
- Église de l'Assomption-de-la-Vierge de Sorbiers.

### Équipements culturels
Salle de théâtre, concerts... l'Échappé, espace ouvert à l'automne 2007.[réf. nécessaire]

### Héraldique
| Blason de Sorbiers (Loire) | Blason  | Parti de sinople et d'argent à la filière d'or, au lion de pourpre brochant sur la partition, lampassé d'argent, armé d'or, l'extrémité de la queue du même. |
| Blason de Sorbiers (Loire) | Détails | Le statut officiel du blason reste à déterminer. |

## Personnalités liées à la commune
- Irénée-Rambert Faure (1872-1948), évêque, né à Sorbiers.
- Maximilien Evrard (1821-1905) Industriel et Maire de Sorbiers.
- Charles Durantin (1928-), mineur poète, est né à Sorbiers.

- Johnny Rep (1951), ancien footballeur professionnel, a vécu à Sorbiers.
- Andreï Kivilev (1973-2003), ancien coureur cycliste professionnel, a vécu à Sorbiers avant d'y être inhumé.
- Alexandre Vinokourov (1973-), coureur cycliste professionnel, a vécu à Sorbiers.
- Pathé Bangoura, Bertrand Fayolle, Christian Synaeghel, Lubomir Moravcik, Willy Sagnol, Stephane Hernandez, Freddy Guarin ont également séjourné dans la commune.
- Le joueur international algérien de football, Faouzi Ghoulam a habité la commune tout comme son ex-coéquipier, l'ancien Valenciennois, Renaud Cohade, aujourd'hui joueur de Metz.

## Galerie

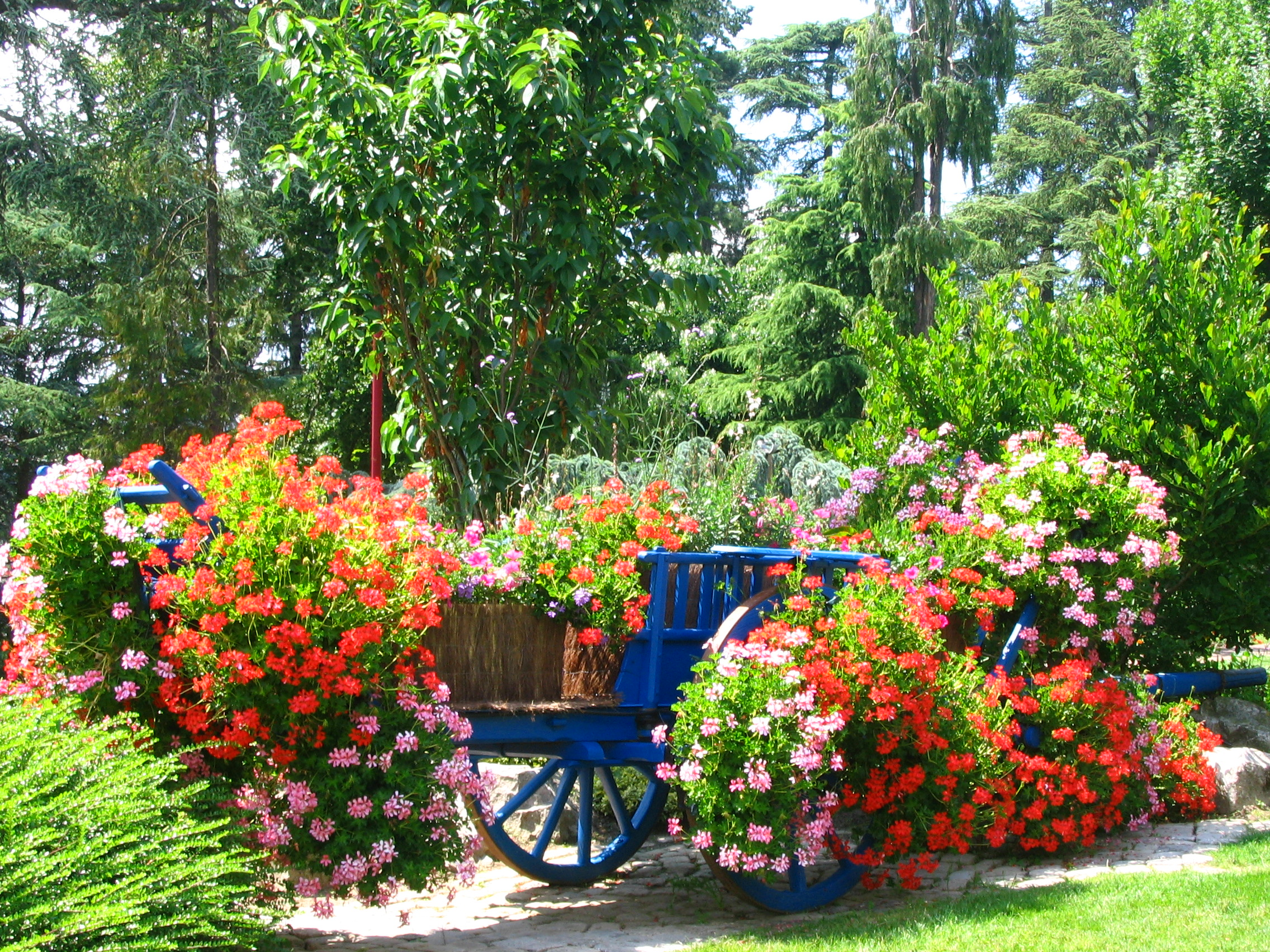
Parc.
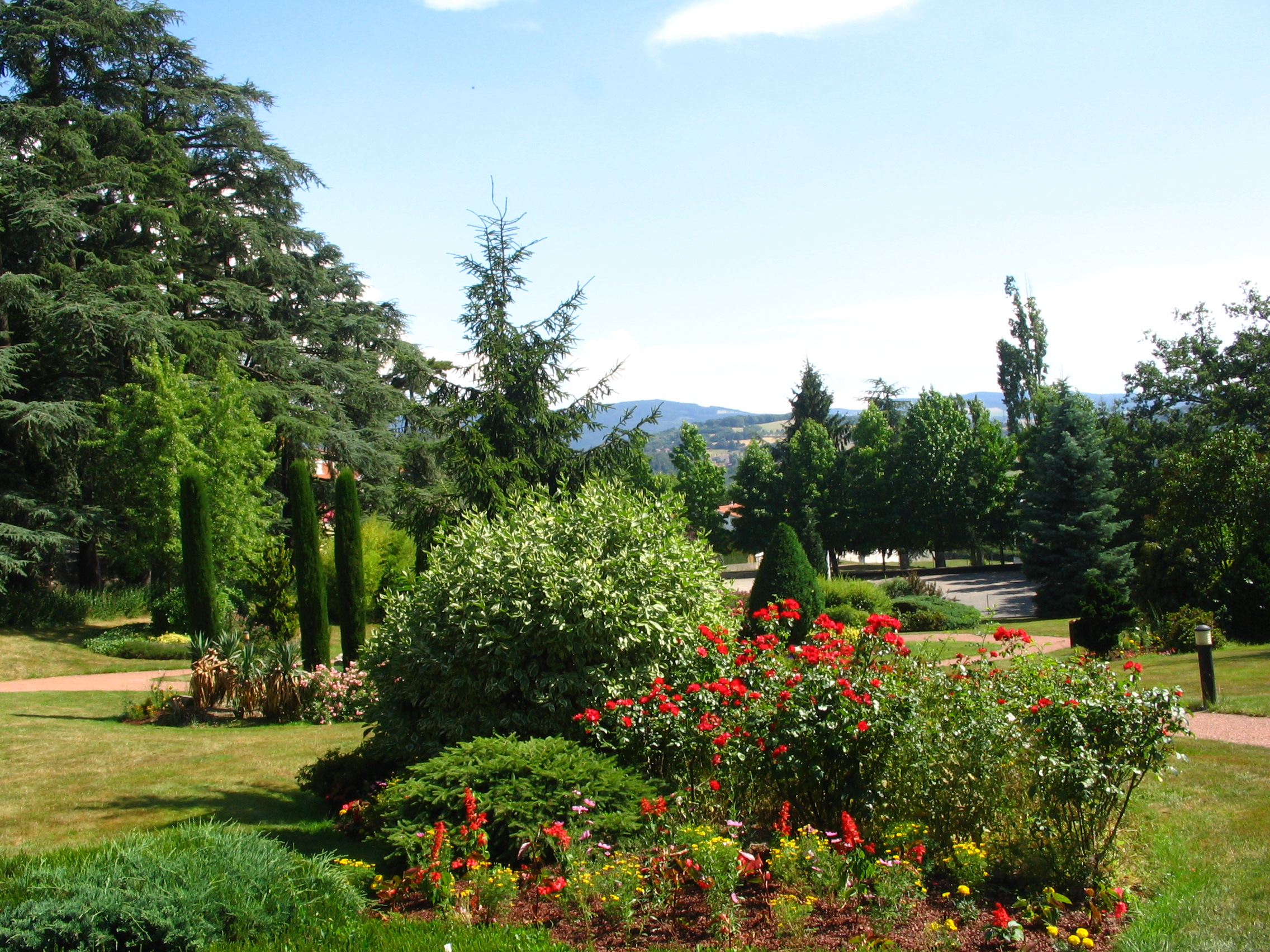
Parc.
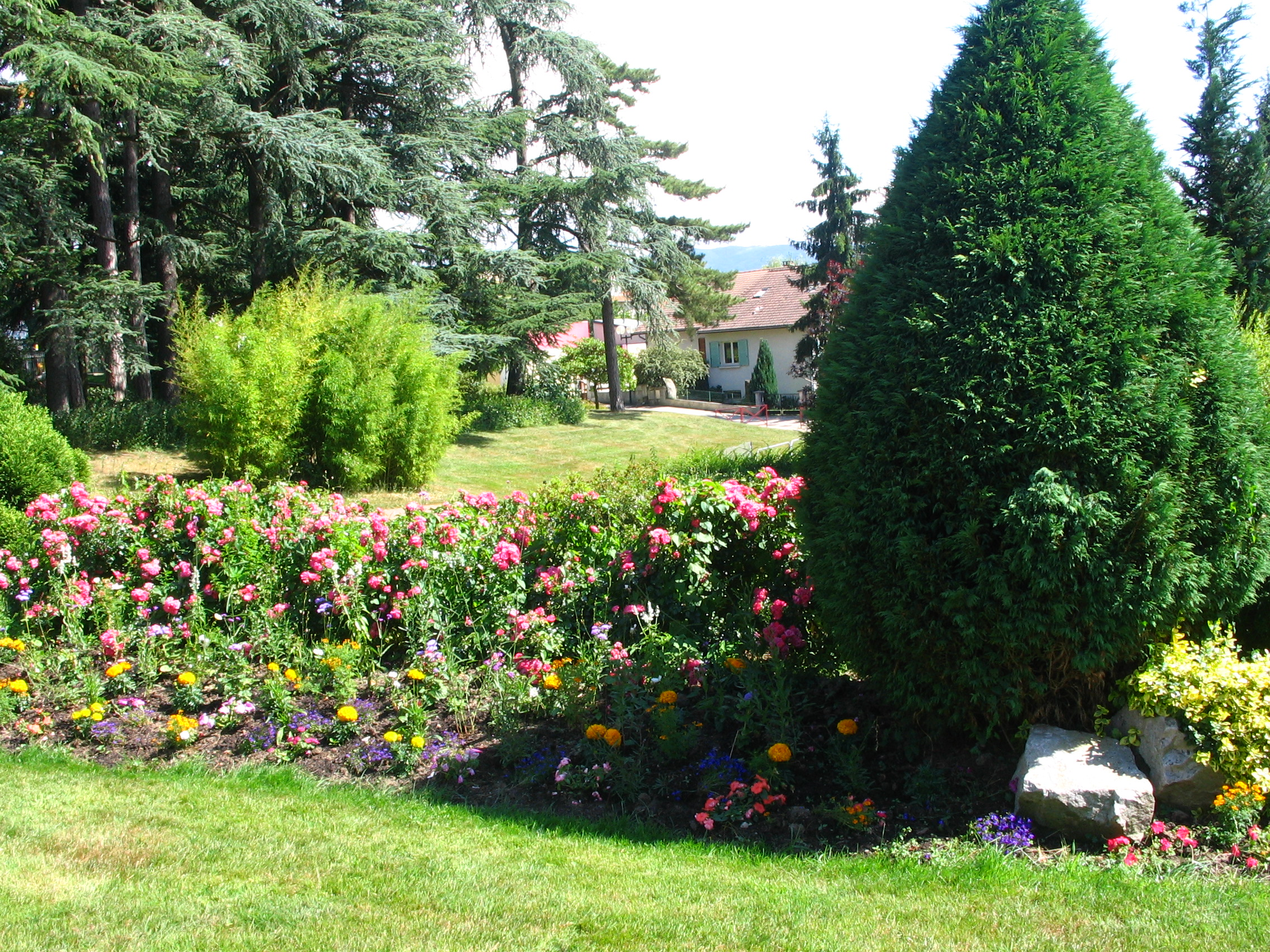
Parc.
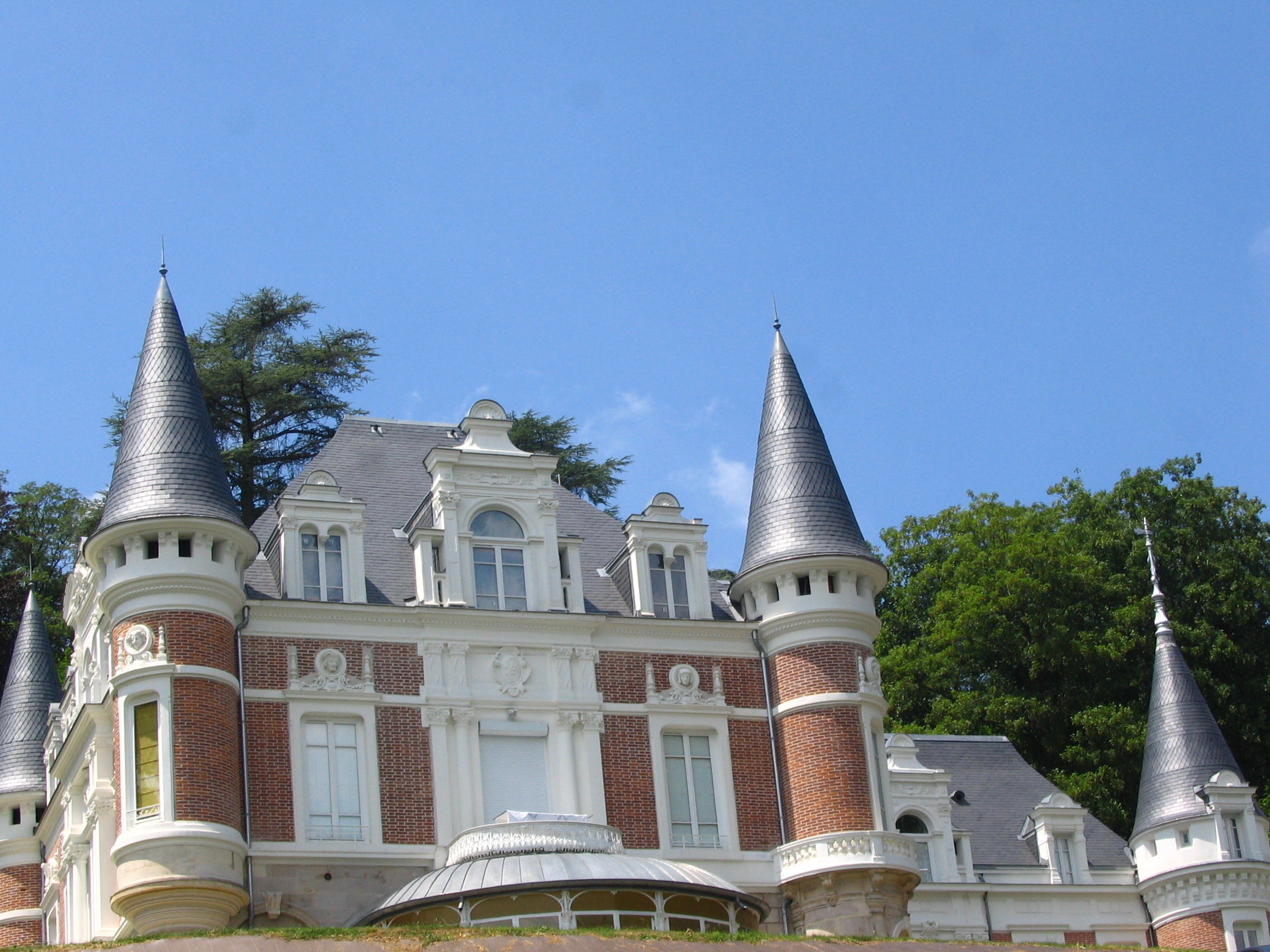
Château de Valjoly.